# The Singles 1999–2006
The Singles 1999–2006 – box set, będący kompilacją singli brytyjskiego rockowego zespołu Coldplay. Box zawiera wszystkie z czternastu wydanych do 2006 roku singli, na płytach gramofonowych. Kompilacja nie doczekała się jednak wydania na płytach CD.

## Lista utworów
1. The Blue Room EP
  - „Bigger Stronger” / „Don’t Panic” (B1) / „See You Soon” (B2)
  - „High Speed” / „Such a Rush”
  - Po raz pierwszy to EP zostało wydane w 1999 roku na płycie gramofonowej (na dwóch dyskach).
2. „Shiver” / „For You” (B1) / „Careful Where You Stand” (B2)
3. „Yellow” / „Help Is Around the Corner”
4. „Trouble” / „Brothers & Sisters”
5. „Don’t Panic” / „You Only Live Twice” (Na żywo w Norwegii.)
  - Oryginalnie wydane wyłącznie, jako międzynarodowy singel.
6. „In My Place” / „One I Love”
7. „The Scientist” / „1.36” (B1) / „I Ran Away” (B2)
8. „Clocks” / „Crests of Waves”
9. „God Put a Smile upon Your Face” / „Murder”
  - Oryginalnie wydane wyłącznie, jako międzynarodowy singel.
10. „Speed of Sound” / „Things I Don’t Understand”
11. „Fix You” / „The World Turned Upside Down”
12. „Talk” / „Gravity”
13. „What If” (Tom Lord Alge mix) / „How You See the World” (Na żywo w Earls Court.)
  - Oryginalnie wydane wyłącznie, jako międzynarodowy singel.
14. „The Hardest Part” / „Pour Me” (Na żywo w Hollywood Bowl.)
  - Poprzednio dostępny jedynie poprzez ściągnięcie singla w Wielkiej Brytanii.